# Плодоовощная база

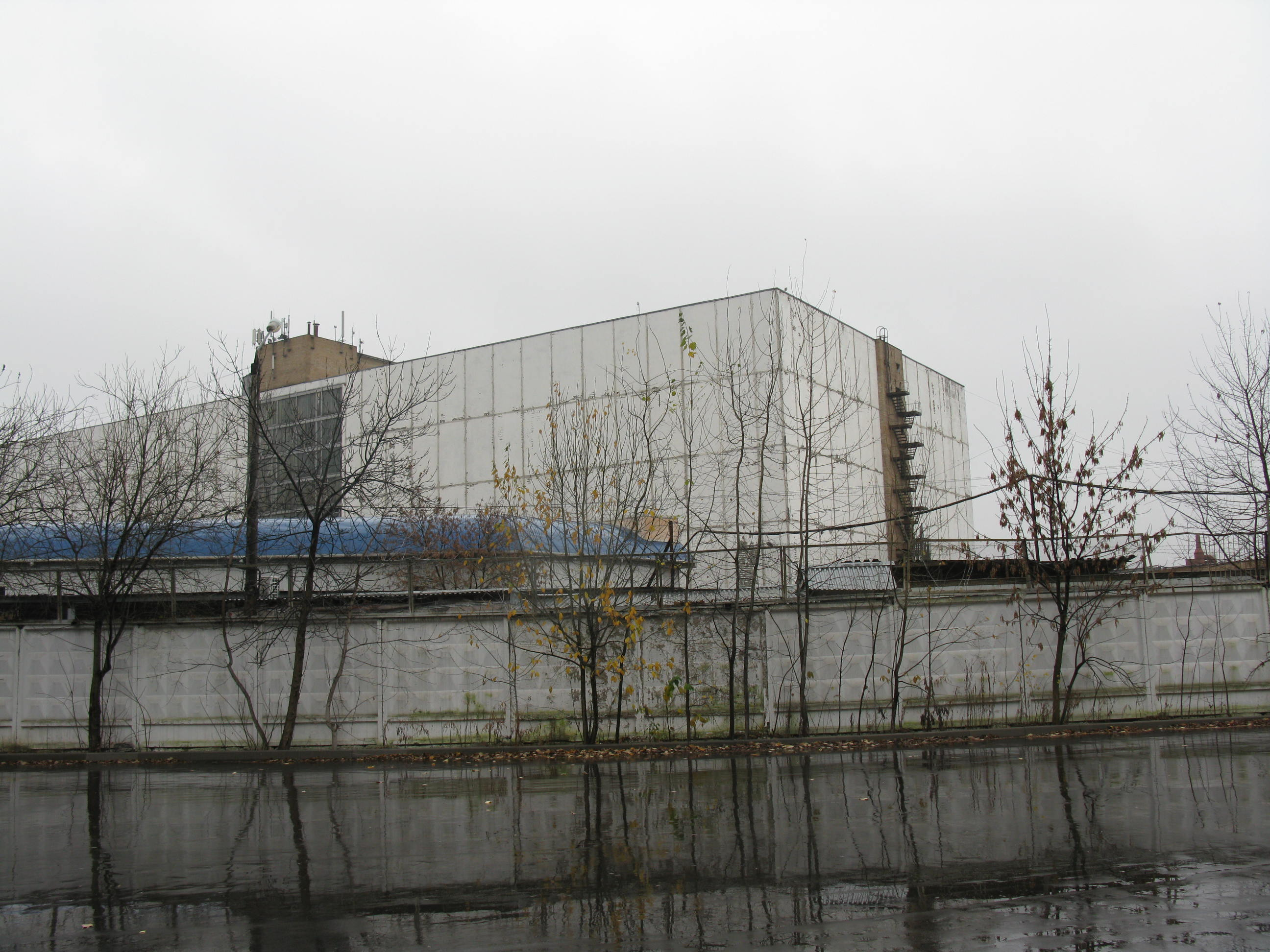
Снесенное в 2016 году здание Перовской плодоовощной базы на Кусковской улице в Москве.

Плодоовощная база — место для длительного хранения овощей и фруктов вблизи и внутри крупных городов. В отличие от мелкооптовых складов торговых сетей, характерных для рыночной экономики, плодоовощные базы были частью государственной системы снабжения населения продовольствием в условиях планового хозяйства.

## История
Эти промышленные объекты были одной из важнейших составляющих экономики социализма и являлись также элементом гражданской обороны. Базы располагались вблизи крупных городов и в случае войны и нарушения работы транспорта (особенно дальних перевозок по железной дороге) имели запас продовольствия, который можно было распределять среди городского населения и военнослужащих в чрезвычайной ситуации. В условиях мирного времени базы обеспечивали сезонное хранение овощей и фруктов на промышленной основе.
Овощные базы были прежде всего рассчитаны на хранение картофеля и считавшихся стратегическими запасами овощей обязательного ассортимента: капусты, красной свёклы, моркови, репчатого лука и чеснока. Хранение остальных овощей и фруктов осуществлялось по остаточному принципу.
Осенью, в период массового завоза нового урожая, базы испытывали острую нехватку рабочих рук и в условиях социализма этот вопрос решался административным путём — на базы направлялись городские служащие, работники учебных и научных организаций, а также заключенные ГУЛАГа. Эта принудительная работа была одним из парадоксов социализма, когда доктор физико-математических наук в возрасте за 50 лет был вынужден перебирать овощи на конвейере.
Вечером того дня Коляныч был на первом для себя совещании в промышленном отделе райкома и, когда перешли к «разному», высказался в том смысле, что посылать ученых — кандидатов и докторов наук — перебирать капусту на овощной базе нерентабельно для государства и оскорбительно для ученых. Остальные секретари, слушая его, только усмехались, а заведующий отделом, красноречиво повертев пальцем у виска, спросил, довольно, надо признать, добродушно: 

— Тебя сюда на парашюте сбросили?
Вполне возможно, именно этот случай был использован в эпизоде фильма «Гараж», где рассказывалось о профессоре, вкладывавшем в каждый пакет с картошкой свою визитку при работе на овощебазе.
С другой стороны, овощные базы охотно привлекали к разгрузочным работам и за деньги, что в условиях социализма для многих было чуть ли не единственным способом легально пополнить семейный бюджет помимо основной работы.
Представители номенклатуры иногда посещали овощные базы с инспекциями, но сами переборкой овощей не занимались.
Вне пикового сезона на овощных базах работали преимущественно лимитчики.

## Овощные базы в XXI веке

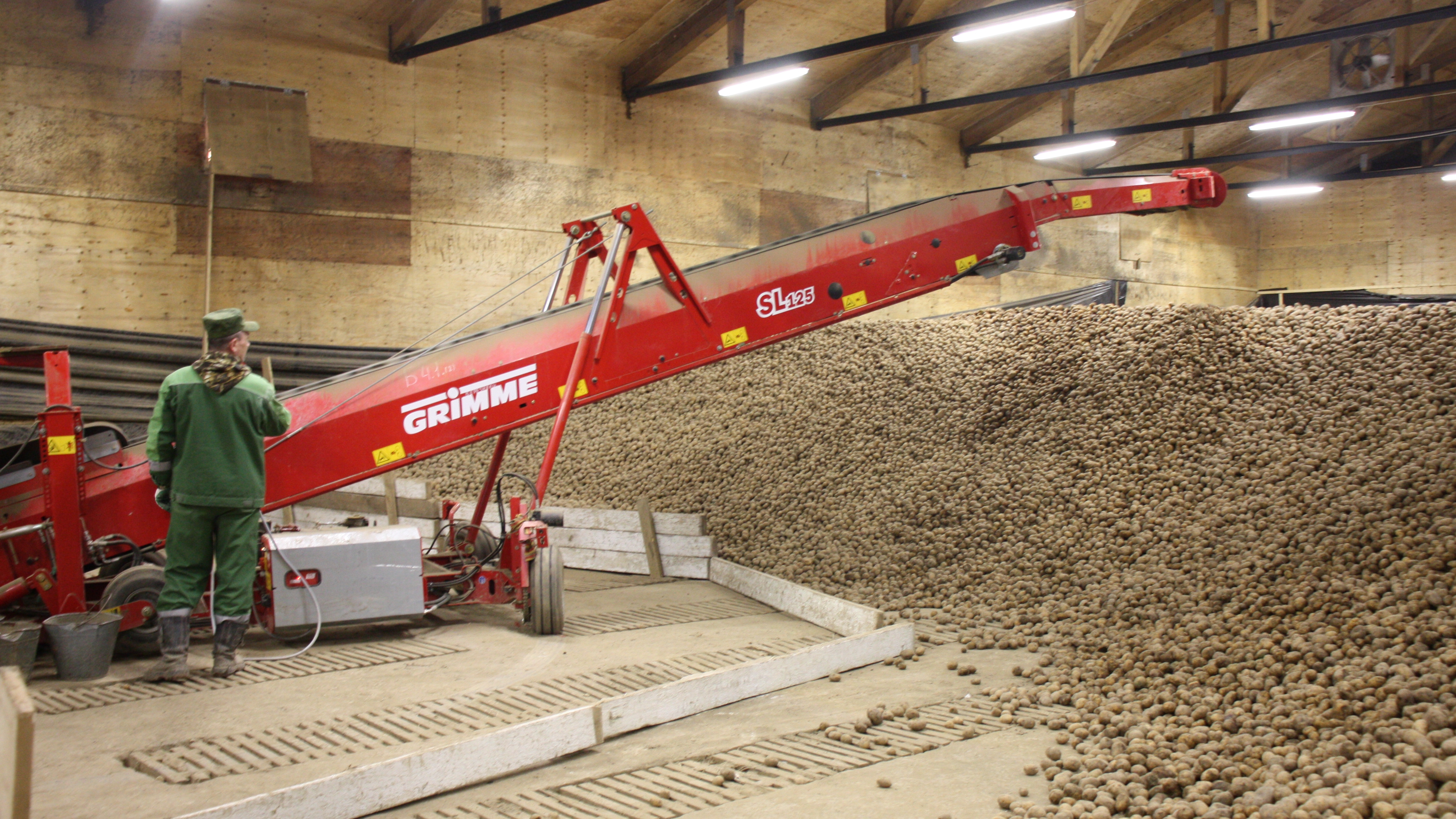
Современная овощная база на острове Сахалин

В России на крупных овощных базах заняты преимущественно мигранты, часто без надлежащих документов.
Несмотря на использование дешевых рабочих рук, цены на овощи продолжают расти. Санитарное состояние некоторых крупных овощных баз остается проблемой. Продовольственная безопасность крупных городов остается в центре внимания властей.

## Труд на овощной базе в литературе и искусстве
Вот как выглядел труд на базе в эпоху застоя:
В жизни каждого половозрелого москвича, а также и любой половозрелой москвички бывал такой день. Назвать его красным днем — язык не поворачивается. Но день такой бывал, то раз в году, а то и чаще.
Напомним, вкратце, как это было: мы уходили в город — в резиновых сапогах, в штопаных телогрейках и стройотрядовских куртках. Уходили без кейса, зато с авоськой, в которой содержался нехитрый набор: бутерброды, варежки, термос кофейного напитка, бутылка огненной воды. А возвращались затемно и в состоянии алкогольного обморока.
Из наших карманов во все стороны дружелюбно торчали редиска, дыня, свекла. Петрушка —не пучком, а охапкой. Верхняя одежда смердела квашеной капустой, солеными огурцами. Кое-кто из нас, особо удачливый, притаскивал в тот день, как Дед Мороз, мешок за спиной — с корнеплодами.